# Egidije
Egidije (lat. Aegidius) (? – 464.) je bio predzadnji rimski dužnosnik u Galiji. Naslijedio ga je sin Sijagrije. Egidijje je bio zadnji rimski magister militum Galije.
Vladao je ostatkom države između Some i Loare oko Soissons nakon urušavanja središnje vlasti Zapadnog Rimskog Carstva. Tu je državinu od galorimskom enklave Sv. Grgur iz Toursa nazvao "kraljevinom".

## Povijest
Kad je zapadnorimskog cara Avita bio svrgnuo, a potom smaknuo Ricimer, Majorijan je postao novi car. Jedan od njegovih prvih poteza je bio taj kojim je smijenio comesa Agripina i na njegovo mjesto postavio Egidija. Potom je optužio svog prethodnika za razne izdaje. Navodno je Agripin poslan u rim gdje mu se sudilo i osudilo na smrt, no uspjeo je pobjeći iz zatvora, steći carev oprosti, vratiti se u Galiju "unaprijeđen u više činove". Kao posljedica toga postali su rivali.
Za vrijeme rimskog generala Flavija Aecija, duxa i patricija Egidije je bio postavljen za magistera milituma oko 450. godine. Nakon što je Aecije ubijen 454- Egidije je preuzeo ulogu svog mentora. Održavao je red između foederatija i Rimljana u Galji, no "dok je Aecije gledao očuvati ravnotežu unutar galske zajednice uz pomoć hunskih ratnika izvana, Egidije je potporu nalazio među Salijskim Francima s čijim je kraljem Hilderikom I. iz dinastije Merovinga bio u savezu."
Ljeta 457. ratovao je protiv Ripuarskih Franaka na Rajni, 458. je vratio Lugdunum (današnji Lyon) koji su bili zauzeli Burgundi te je uspješno obranio Arelat (današnji Arles). Kad se je Flavije Ricimer svrgnuo Majorijana, zapadnog rimskog cara kojeg je Egidije podupirao, Egidije se pobunio protiv njega te se upustio u nekoliko uspješnih pohoda protiv Vizigota. Razlog tome je, prema Prisku, Egidije i Majorijan bili su Aecijevi poručnici i zajedno su ratovali u sjevernoj Galiji. Tako je kreirao rimsku državicu koja je poslije postala poznata kao Kraljevina Soissons, odmetnuvši se od središnje vlasti.
Prema sv. Grguru iz Toursa, kada su Hilderikaa protjerali njegovi suplemenici, Egidije vladao Francima kao njihov kralj sve dok se Hilderik nije vratio među svoje. 464. je godine Egidije ubijen na Loari pod okolnostima koje nisu nikad bile razjašnjene. Naslijedio ga je sin Sijagrije.